# Перела (Ђенова)
Перела је насеље у Италији у округу Ђенова, региону Лигурија.
Према процени из 2011. у насељу је живело 36 становника. Насеље се налази на надморској висини од 34 м.